# Göring le bourreau du Troisième Reich
 (août 2017).
Si vous disposez d'ouvrages ou d'articles de référence ou si vous connaissez des sites web de qualité traitant du thème abordé ici, merci de compléter l'article en donnant les références utiles à sa vérifiabilité et en les liant à la section « Notes et références ».

Göring le bourreau du Troisième Reich (Göring der Henker des Dritten Reichs) est une œuvre de John Heartfield, réalisée en 1933. Elle a été la couverture du magazine communiste Arbeiter Illustrierte Zeitung (AIZ). Elle est exposée à l'Académie des arts de Berlin.

## Origines
L'œuvre est un photomontage réalisé en 1933 pour le magazine communiste AIZ.
Les anti-nazis de l'époque estiment que toutes les pistes concernant l'incendie du Reichstag dans la nuit du 27 au 28 février 1933 remontent à Hermann Göring.
Le magazine dénonce le massacre de civils innocents par le Troisième Reich.

## L'œuvre
C'est une couverture de magazine, de 38 cm de hauteur et 27 cm de largeur.
L'œuvre représente une caricature de Hermann Göring en uniforme, avec un tablier de boucher et un hachoir sanglant, devant le parlement en feu.

## Lien avec une autre œuvre
Il est possible de faire un lien entre cette œuvre et Guernica de Picasso, car les deux œuvres dénoncent le totalitarisme[Information douteuse]. Même si les deux œuvres ne sont pas du même genre artistique.